# Jüdischer Friedhof Hain-Gründau
Der Jüdische Friedhof Hain-Gründau war der Friedhof für die Einwohner jüdischen Glaubens in Hain-Gründau, einem Ortsteil der Gemeinde Gründau im Main-Kinzig-Kreis in Hessen.

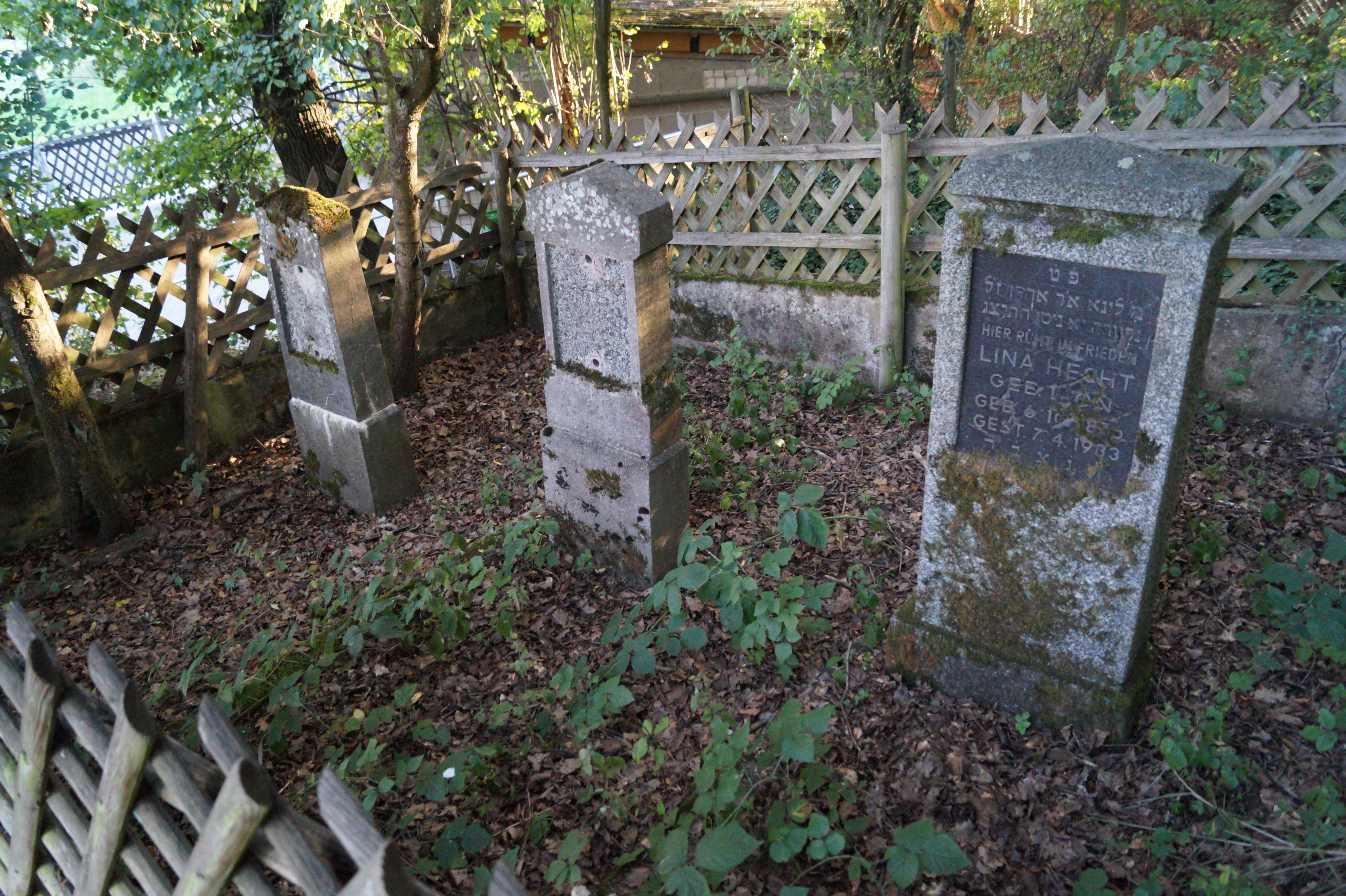
Blick auf den kleinen Friedhof von Nordosten 2015

## Geografische Lage
Der jüdische Friedhof befindet sich am westlichen Ende der Ortschaft in der Nähe des Eingangs zum christlichen Friedhof. Er ist nur über ein privates Grundstück, wo sich ein Treppenaufgang befindet, zu erreichen.

## Geschichte
Das Alter des Friedhofes ist unbekannt. Die jüdische Gemeinde in Hain-Gründau war sehr klein, die Gemeindemitglieder lebten ausnahmslos in bescheidenen Verhältnissen. 1933 lebten drei Familien in Hain-Gründau, kurze Zeit später waren sie alle weggezogen. 1936 wurde die Gemeinde aufgelöst und der Betsaal verkauft. In der NS-Zeit wurde der Friedhof zerstört und abgeräumt.

## Anlage
Der außerordentlich kleine Friedhof (476 m²) ist heute von einem Holzzaun umgeben. Nach dem Krieg konnten nur noch drei Grabsteine mit giebelförmigem Abschluss aufgestellt werden, von denen zwei keine Schrifttafel mehr besitzen. Lesbar ist lediglich der Grabstein von Lina Hecht (gest. 1933).